# Korman, Pivara
Korman (izvirno srbsko Корман) je naselje v Srbiji, ki upravno spada pod Občino Pivara; slednja pa je del Šumadijskega upravnega okraja.

## Demografija
V naselju živi 559 polnoletnih prebivalcev, pri čemer je njihova povprečna starost 42.2 let (40.6 pri moških in 43.7 pri ženskah). Naselje ima 231 gospodinjstev, pri čemer je povprečno število članov na gospodinjstvo 3.00.
To naselje je v glavnem srbsko (glede na popis iz leta 2002), a v času zadnjih treh popisov je opazno zmanjšanje števila prebivalcev.
|  |

| Demografija | Demografija     | Demografija     |
| Leto        | Št. prebivalcev | Št. prebivalcev |
| ----------- | --------------- | --------------- |
|             |                 |                 |
|             |                 |                 |
|             |                 |                 |
|             |                 |                 |
| 1948        | 905             |                 |
| 1953        | 890             |                 |
| 1961        | 889             |                 |
| 1971        | 879             |                 |
| 1981        | 809             |                 |
| 1991        | 765             | 754             |
| 2002        | 716             | 692             |
|             |                 |                 |

| Etnična sestava po popisu iz leta 2002 | Etnična sestava po popisu iz leta 2002 | Etnična sestava po popisu iz leta 2002 | Etnična sestava po popisu iz leta 2002 | Etnična sestava po popisu iz leta 2002 |
| -------------------------------------- | -------------------------------------- | -------------------------------------- | -------------------------------------- | -------------------------------------- |
| Srbi                                   | Srbi                                   |                                        | 628                                    | 90,75%                                 |
| Romi                                   | Romi                                   |                                        | 51                                     | 7,36%                                  |
| Črnogorci                              | Črnogorci                              |                                        | 2                                      | 0,28%                                  |
| Makedonci                              | Makedonci                              |                                        | 1                                      | 0,14%                                  |
| Neznano                                | Neznano                                |                                        | 9                                      | 1,30%                                  |